# Stenorhopalus flavicans
Stenorhopalus flavicans là một loài bọ cánh cứng trong họ Cerambycidae.